# داروی معجزه‌گر
داروی معجزه‌گر با نام اصلی داروی شگفت‌انگیز جرج (به انگلیسی: George's Marvellous Medicine) یک داستان کودکان اثر رولد دال نویسندهٔ انگلیسی است.

## خلاصه داستان
جرج برای رهایی از دست مادربزرگ اعصاب خردکن و بدجنس خود و زخم زبان‌های ابلهانه اش، از داروهای موجود در خانه، لوازم آرایش مادرش و داروهای دامی پدرش استفاده می‌کند و با جوشاندن آن‌ها و ساختن یک داروی معجزه گر، سعی می‌کند کلک این مادربزرگ کلافه‌کننده را بکند و هنوز نمی‌داند که این رشته چه سر درازی دارد